# Святой Галл
Святой Галл (лат. Gallus, Gall, итал. Gallo, нем. Der heilige Gallus, фр. Saint Gall), или Га́вел (чеш. Svatý Havel) или Галл из Гибернии, — ирландский монах, просветитель, проповедник-миссионер в странах Западной Европы, ученик Колумбана, почитаемый как один из апостолов Швейцарии.
По некоторым версиям, имя святого было Келлах (др.‑ирл. Cellach), но после латинизации трансформировалось в Галл, или Галлус (вероятно, через Callo и Chellen), также встречаются варианты Gallonus, Gallunus и Gillianus. Святой почитается как в католической (день памяти по римскому мартирологу 16 октября, хотя по неизвестной причине Адон Виеннский в своём «Мартирологе» указывал днём памяти святого Галла — 20 февраля), так и в православной церкви (память 16 (29) октября).

## Биография
Согласно устоявшейся церковной традиции и преданиям, Галл родился в середине VI века (ок. 550 года) в Лейнстере, Ирландия и принадлежал к благочестивой знатной семье. Однако в XX веке у исследователей появились теории, отрицающие ирландское происхождение Галла. Швейцарский историк и лингвист Герольд Гилти, основываясь на изучении языковых навыков святого, предположил, что Галл был выходцем из двуязычного региона Вогезы — Эльзас. Историк и богослов Макс Шер (нем. Max Schär) предположил, что Галл мог быть ирландцем по происхождению, но родиться и вырасти в двуязычном регионе Эльзас.
В юности он был отдан на обучение в монастырь Бангор (на территории современного графства Даун), где его наставником стал святой Колумбан. В Бангоре Галл был рукоположен в священники, а затем избран Колумбаном в число двенадцати своих спутников, с которыми он покинул Ирландию около 590 года, чтобы проповедовать Слово Божие на территории современной Франции, и основал монастырь в Люксее.
Приблизительно в 610 году они отправились к алеманнам. Первые попытки проповедей на территории современной Швейцарии потерпели неудачу. Известно, что Галл разрушал и сжигал языческие капища (на Цюрихском и Боденском озёрах), тем самым вызывая недовольство местного населения.
Когда Галл заболел, Колумбан расценил это как трусость и двинулся без него через Альпы, в Северную Италию. Согласно преданию, Галл находился на пути в Арбон, в городе Брегенц на Боденском озере, и искал место для уединения. В 612 году он построил там молельню (келью), на месте которой в 719 году был основан монастырь Святого Галла, вокруг которого в дальнейшем возник город Санкт-Галлен.
В 615 году Галлу предложили стать епископом Констанца, однако Галл отказался от этого предложения. Отказался он и от предложения монахов из Люксея, которые предлагали ему стать во главе их монастыря, после смерти настоятеля Евстахия.
Святой Галл скончался 16 октября 627 года (иногда встречаются даты 630 или 640 годы) в Арбоне.

## Почитание
Из кельи Галла возник монастырь Святого Галла, позже вокруг которого возник город Санкт-Галлен. Помимо города, в честь Галла назван и кантон Санкт-Галлен. Могила Святого Галла стала местом паломничества (известно, что в 1524 году могила была разорена протестантами, сторонниками Ульриха Цвингли).

Герб Оберхармерсбаха

Святой Галл и приносящий ему полено медведь нередко изображались на гербах городов и кантонов Швейцарии (Ванген-бай-Ольтен, Кринс), Германии (коммуна Оберхармерсбах), Австрии (коммуна Санкт-Галленкирх).
14 мая 2018 года на заседании Священного синода было решено включить имя преподобного Галла в месяцеслов Русской православной церкви.
Считается покровителем птиц, птицеводства, гусиных.

### Житие святого Галла
Биография святого Галла является одним из наиболее обширных агиографических собраний эпохи Каролингов. Самое первое житие святого Галла, сохранившееся во фрагментах (лат. Vita S. Galli vetustissima) изначально приписывали ко второй половине VIII века, однако сейчас основная часть текста датируется около 680 годом. Впоследствии житие было опубликовано в «Monumenta Germaniae Historica» Георга Перца.
В VIII веке к существовавшему житию были добавлены рассказы о чудесах, творимых святым, и об основании монастыря святым Отмаром. В частности, к этому периоду приписывают легенды о медведе и об излечении одержимой демоном Фридибурги, дочери алеманнcкого герцога Гунцо и невесты короля франков Сигиберта II, за что Галл получил принадлежащую казне землю в Арбоне для основания там монастыря. По мере роста монастыря, аббат Гоцберт обратился к руководителю школы при монастыре Райхенау монаху-бенедиктинцу Ветти с просьбой составить новое житие. В период между 816 и 824 годами Ветти выполнил поручение, написав новое житие, состоящее из двух частей. В нём присутствовали обширные риторические отступления и диалоги, а вторая часть полностью была посвящена чудесам и почитанию святого.
Возможно, это житие не удовлетворило монахов Санкт-Галлена, так как Гоцберт заказал составление нового текста ученику Ветти — Валафриду Страбону. В 833—834 годы Валафрид создал новое произведение, основанное как на древнейшем житии, так и на тексте Ветти, при этом были добавлены описания чудес от мощей святого Галла.
В 835 году в Санкт-Галлене проходило освящение новой базилики, куда были перенесены мощи святого Галла. Это событие было описано (вероятно, каким-то странствующим книжником или писателем) в «Перенесении св. Галла в новую церковь», текст которого не сохранился, но упоминание о котором есть в каталоге монастырской библиотеки IX века.
В 885 году на основе текста Страбона было создано стихотворное житие святого Галла (лат. Metrum de vita S. Galli) Ноткера Заики.

### Легенда о медведе
Согласно преданию, когда Галл начал строить молельню, ночью к нему пришёл медведь. Галл приказал ему достать древесину для огня и строительства кельи. За это медведь все оставшиеся дни получал хлеб, как, впрочем, и все другие дикие животные (выдра помогала Галлу с рыбой и получала за это половину улова). Другие предания упоминают, что Галл вынул из медвежьей ноги колючку, после чего медведь стал слушаться и служить ему. По преданиям, после этого Галл всегда ходил в сопровождении медведя.